# Traudl Junge
Gertraud "Traudl" Junge (nhũ danh  Humps; 16 tháng 3 năm 1920 - 10 tháng 2 năm 2002) là một biên tập viên người Đức, người từng là thư ký riêng cuối cùng của Adolf Hitler từ tháng 12 năm 1942 đến tháng 4 năm 1945. Sau khi viết di chúc của Hitler, bà ở lại trong Führerbunker cho đến khi Hitler tự sát. Sau khi bà bị bắt vào tháng 6 năm 1945, cả quân đội Liên Xô và Hoa Kỳ đều thẩm vấn bà. Sau đó, ở Tây Đức thời hậu chiến, bà làm thư ký. Ở tuổi già, bà quyết định xuất bản hồi ký của mình - Bis zur letzten Stunde - Hitlers Sekretärin erzählt ihr Leben, tuyên bố không biết gì về những hành động tàn bạo của Đức Quốc xã trong chiến tranh, nhưng tự trách mình vì đã bỏ lỡ cơ hội điều tra các báo cáo về chúng. Câu chuyện của Traudl Junge, một phần dựa trên cuốn sách Bis zur letzten Stunde, tạo thành một phần của một số kịch bản, đặc biệt là bộ phim "Der Untergang" (Downfall) năm 2004 của Đức kể về mười ngày cuối cùng của Hitler.

## Những năm đầu
Traudl Junge sinh ra tại München, là con đầu lòng của bậc thầy sản xuất bia Max Humps và con gái của Thiếu tướng Maximilian von Zottmann là Hildegard Humps (nhũ danh Zottmann). Cô cũng có một em gái, Igne Kaye Humps (1923-2008).
Max Humps thất nghiệp sớm và nhanh chóng gia nhập vào Freikorps Oberland, đội quân cánh hữu tình nguyện chiến đấu với những người chống lại Cộng hòa Weimar và sau đó bị cấm. Khi Traudl lên 5 tuổi, Max Humps rời gia đình chuyển đến Thổ Nhĩ Kỳ, tuy nhiên Hildegard không chấp nhận chuyển đi và yêu cầu ly hôn, sau đó Traudl Humps cùng mẹ về sống với ông ngoại - tướng Maximilian von Zottmann.
Traudl và em gái từng có ước mơ theo nghiệp vũ công, tuy nhiên kinh tế gia đình không cho phép. Năm 1936, Traudl tốt nghiệp trung học sớm và đến trường học kinh doanh trong một năm với ngành thư ký. Sau đó cô trải qua nhiều công việc khác nhau như thư ký văn phòng, trợ lý Tổng biên tập của một tạp chí về ngành may mặc và thư ký cho một công ty.

## Trở thành thư ký riêng của Hitler
Năm 1942, Traudl Humps đến Berlin và thông qua em gái đang là vũ công với nghệ danh "Igne Zohmann" tại Deutsches Theater. Với sự giúp đỡ của Albert Bormann - sĩ quan tùy tùng của Hitler, Traudl nhận được một công việc trong Reichskanzlei. Đầu tiên, cô là người sắp xếp thư từ của Hitler. Sau đó một cuộc thi nghiệp vụ thư ký nội bộ diễn ra, tuy nhiên Traudl vẫn mơ ước trở thành vũ công và không hứng thú với vị trí thư ký lâu dài. Khi "Quốc trưởng" Hitler muốn thông qua cuộc thi tìm kiếm một thư ký riêng mới vì Gerda Christian giàu kinh nghiệm của ông đã đi nghỉ dài hạn, Traudl Humps không hề áp lực và mắc ít lỗi chính tả nhất. Vì vậy, cô và một nhóm nhỏ các đồng nghiệp trẻ khác đã đi tàu đến Führerhauptquartier Wolfsschanze, nơi lúc đó Hitler đang ở và sau khi kiểm tra y tế, đã được giao công việc vào tháng 12 năm 1942.
Traudl Humps sống và làm việc ở Berlin, Berghof ở Berchtesgaden và ở Wolfsschanze ở Đông Phổ. Cùng với Johanna Wolf, Christa Schroeder và Gerda Christian, cô đã thành lập bộ tứ thư ký của Quốc trưởng. Trong những năm cuối chiến tranh khi quân Đức đối mặt với thất bại liên tiếp khiến ác cảm của Hitler đối với quân đội ngày càng lớn, ông ta chỉ dùng bữa với các thư ký, điều này giúp họ có cái nhìn thân mật về cuộc sống riêng tư, thế giới tư tưởng và quá khứ của ông ta. Humps và những người khác phải làm quen với thói quen hàng ngày của Hitler: dậy muộn, ăn trưa, nghỉ ngơi, uống cà phê, nghỉ ngơi, ăn tối muộn, chiếu phim, uống trà hàng đêm triền miên, đi ngủ muộn (khoảng 5 giờ sáng). Vào ngày 19 tháng 6 năm 1943 Traudl Humps kết hôn với một sĩ quan Waffen-SS đến từ Preetz, München - SS-Obersturmführer Hans Hermann Junge . Khi đang chiến đấu ở Mặt trận phía Tây, Hans Hermann Junge tử trận ở Dreux, Pháp trong một vụ không kích của không quân Mỹ ngày 13 tháng 8 năm 1944.
Vào đầu năm 1945, Traudl Junge cùng với các thành viên khác trong đội phụ tá riêng của Quốc trưởng Hitler chuyển đến Führerbunker nằm dưới tòa nhà Reichskanzlei, nơi bà đã chứng kiến những tuần cuối cùng của Hitler. Vào đêm 20-21 tháng 4, Hitler muốn đưa những phụ nữ còn lại ra khỏi Führerbunker và đưa họ đến Berghof ở Berchtesgaden, bao gồm cả các thư ký. Tuy nhiên, chỉ có Johanna Wolf và Christa Schroeder đồng ý làm như vậy; Traudl Junge, Gerda Christian, đầu bếp ăn kiêng của Hitler Constanze Manziarly, thư ký của Martin Bormann là Else Krüger và Eva Braun ở lại. Vào tối ngày 28 tháng 4, cô đã tham dự hôn lễ của Hitler với Eva Braun, và ngay sau đó Hitler đã lệnh cho cô soạn thảo bản di chúc đánh dấu sự kết thúc cuộc đời chính trị của mình. Khi phát súng được bắn vào khoảng 3:30 chiều ngày 30 tháng 4 - Adolf Hitler tự bắn mình, Traudl Junge đang ngồi ở một cánh bên của Führerbunker và ăn uống với lũ trẻ nhà Goebbels.

## Sau cái chết của Hitler
Sau khi Hitler tự sát, Traudl Junge cùng một nhóm khoảng 20 người do Lữ đoàn trưởng SS Wilhelm Mohnke dẫn đầu rời khỏi Führerbunker vào đêm ngày 1 tháng 5. Cùng với đồng nghiệp Gerda Christian, thư ký của Martin Bormann là Else Krüger và Constanze Manziarly, Mohnke đã ủy quyền cho cô tiếp tục mặc đồ dân sự và kèm theo báo cáo cuối cùng của Mohnke về người kế nhiệm Hitler - Karl Dönitz bàn giao.  Đêm hôm sau, Traudl Junge bị tách khỏi những người đồng hành và rời Berlin chạy trốn khắp đất nước tới khu vực đang do quân Anh chiếm đóng. Tin tức về Sự đầu hàng vô điều kiện của Wehrmacht đã không đến được với họ, và cô cùng những người tị nạn khác đến Wittenberge nhưng không thể vượt sông Elbe để đến được khu vực chiếm đóng của người Mỹ. Đầu tháng 6, Traudl Junge quay trở lại Berlin, trong khi Chính phủ Dönitz ở Sonderbereich Mürwik bị bắt giữ. Tại Berlin, cô sống với một người bạn dưới bút danh Gerda Alt cho đến khi bị Liên Xô bắt giữ ngày 9 tháng 6. Cô được Đồng Minh xếp vào loại Mitläufer là những người ít dính líu cũng vì tuổi còn trẻ và do đó không bị trừng phạt.

## Sau chiến tranh
Sau chiến tranh, Traudl Junge làm thư ký của Bayerischer Landesverein für Heimatpflege - một tổ chức dịch vụ chăm sóc tại nhà,  Tổng biên tập Tạp chí Quick và nhà báo tự do. Vào giữa những năm 1970, cô đã được phỏng vấn cho cuốn sách Die Katakombe - Das Ende in the Reich Chancellery của Uwe Bahnsen và James O'Donnell và cho bộ phim tài liệu tiếng Anh Die Welt im Krieg (The World at War)  của Michael Darlow.
Năm 2000, Junge gặp nhà báo kiêm nhà văn Melissa Müller, người mà cô giới thiệu với nghệ sĩ André Heller. Với đạo diễn kiêm quay phim Othmar Schmiderer, anh đã ghi lại những kỷ niệm của Junge về cuộc đời cô với tư cách là thư ký của Hitler dưới dạng phỏng vấn dưới dạng phim tài liệu Im toten Winkel - Hitlers Sekretärin; bộ phim được phát hành vào năm 2002, đã nhận được giải thưởng của khán giả tại Berlinale 2002. Müller đã xuất bản bản thảo, được Junge và cô ấy sửa lại thành cuốn sách Bis zur letzten Stunde – Hitlers Sekretärin erzählt ihr Leben, cái đã nằm trong ngăn kéo của Junge từ năm 1947; không lâu sau khi xuất bản, Traudl Junge qua đời vì bệnh ung thư vào ngày 11 tháng 2 năm 2002. Cuốn sách đóng vai trò là một trong những nền tảng cho bộ phim Der Untergang, do Oliver Hirschbiegel đạo diễn và xuất bản năm 2004 (kịch bản và sản xuất bởi Bernd Eichinger), trong đó có hai cảnh phỏng vấn từ bộ phim Im toten Winkel - Hitlers Sekretärin và do Alexandra Maria Lara thủ vai, được miêu tả đóng một vai trò quan trọng như một nhân vật hàng đầu đối với khán giả.